# マーチングバンド

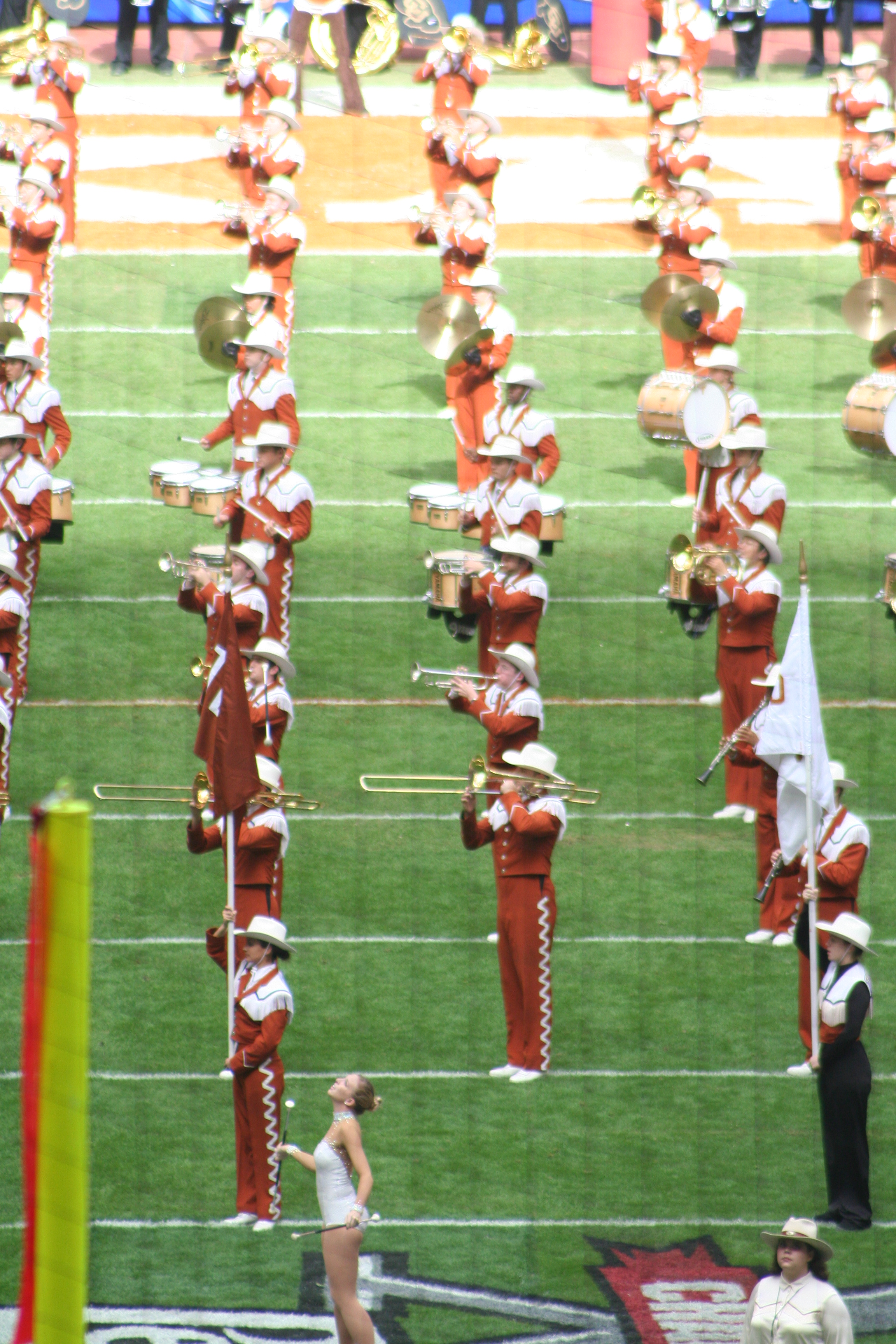
マーチングバンド (en:The University of Texas Longhorn Band)

マーチングバンド（英: marching band）は、もっとも広義においては、歩きながら楽器演奏し、ときにはダンスチームやカラーガードなどと行進するバンドのこと。トルコのメフテルやヨーロッパの鼓笛隊といった古典的な軍楽隊、フットボールのハーフタイムショーを行うスクールバンド、青少年教育団体として発展してきたドラム・アンド・ビューグル・コーなど、幅広い種類のバンドをマーチングバンドという言葉は内包している。
雅楽の道楽(みちがく)も英語の広義としてマーチングバンドではあるが、カタカナ語としてのマーチングバンドとは呼ばれない。
用語があいまいに使われており、上記のように様々な編成の楽団を指すが、概ね管楽器、打楽器を中心とした編成である。楽器演奏のみならず、カラーガードの演技や大道具などの視覚効果を含むことも多い。また、マーチングバンドの指揮者をドラムメジャーと呼ぶ。
演奏行為はマーチング、ドリル、パレードなど様々な呼ばれ方をされ、その演奏・演技を競い合う大会も多数開催されている。

## マーチングバンドの歴史

### ヨーロッパ
行進曲（マーチ）の原型は16世紀のヨーロッパにあり、各国の軍隊は識別の合図であるドラム・コールを有しており行進の際にも使用されていた。
17世紀になるとオスマン帝国軍の軍楽隊「メフテル」により、管楽器、太鼓、シンバルなどによる個性的なマーチが演奏されるようになった。オスマン帝国軍の軍楽隊は立奏のマーチングバンドの元祖とされており、ヨーロッパの音楽家たち（ハイドン、モーツァルト、ベートーベンら）に大きな影響を与えた。
一方、17世紀から18世紀のヨーロッパでは宗教的題材をもとにしたオラトリオやオペラの楽曲をアレンジしたものを行進曲として使用していた。
ヨーロッパではフランス革命からナポレオン戦争にかけて軍隊での行進曲の必要性が強く認識されるようになり、ベートーベンなどの音楽家に行進曲の作曲が依頼されるとともに、この時期に吹奏楽の基本的なスタイルが確立された。

### 日本
戦後、日本に進駐してきたアメリカの軍楽隊によるパレードやドリル演奏は、日本の吹奏楽に大きな影響を与え、全国各地に創設された警察音楽隊や自衛隊音楽隊により、パレード演奏がさかんに行われるようになった。
関西では1959年（昭和34年）2月に阪急少年音楽隊（現・早稲田摂陵高等学校吹奏楽コース）がステージ・パレードを初披露した。その後、1970年の大阪万博において、アメリカのパデュー大学やカリフォルニア大学など数多くの海外のバンドが来日して会場内で公演を行い、これに影響を受けてマーチング活動を始める学校が増えた。
また、関東では昭和30年代、アメリカ海軍第7艦隊に軍楽隊として乗船し、横須賀に駐留していたアメリカ海兵隊ドラム＆ビューグル・コーのメンバーが地元の学生らを対象にマーチングの指導を行った。その後、彼らに指導を受けた関東学院や神奈川県警察音楽隊がビューグルによるマーチングを行うようになった。
- 1952年
  - 関東学院中学校高等学校が日本で初めてマーチングバンドをスタートさせる[要出典]。
- 1966年
  - 関東学院吹奏楽部（現：関東学院マーチングバンド）・日本大学高等学校吹奏楽部・京浜女子大学付属トランペット鼓隊(現：鎌倉女子大学中等部・高等部マーチングバンド)のOB・OGが中心となり、日本初の一般編成によるマーチングバンド「日本ビューグルバンド」を結成。
- 1967年1月10日
  - 日本ビューグルバンド主催の発表会として第1回パレードバンドフェスティバルを横浜市文化体育館で開催。このパレードバンドフェスティバルが、現在開催されている「マーチングバンド全国大会・バトントワーリング全国大会」の原点となる。
- 1967年6月17日
  - 第1回パレードバンドフェスティバル開催をきっかけに、日本ビューグルバンド隊長広岡徹也を理事長として、日本ビューグルバンドのメンバーを中心に「日本パレードバンドアソシエイション」が設立される。
- 1967年12月17日
  - 第2回パレードバンドフェスティバルを、日本パレードバンドアソシエイションとして初めて主催。
- 1971年
  - 「日本マーチングバンド指導者協会」設立。
- 1972年
  - 日本パレードバンドアソシエイションは「全日本マーチングバンド連盟」と改称。
- 1973年12月23日
  - 全日本マーチングバンド連盟の主催により第1回マーチングバンド全国大会（現：マーチングバンド全国大会・バトントワーリング全国大会）を開催（於：東京体育館）、現在に至る。
- 1975年
  - 日本ビューグルバンドが、日本のマーチングバンドとしては初めてDCIに参加。フィラデルフィアで開催されたDCIファイナルに、エキシビジョンとして参加する。
- 1979年
  - 全日本マーチングバンド連盟は「全日本マーチングバンド・バトントワリング連盟」と改称。
- 1988年11月13日
  - 全日本吹奏楽連盟の主催で第1回全日本マーチングフェスティバル（現・全日本マーチングコンテスト）を開催（於：神戸市　ワールド記念ホール）、現在に至る。
- 1994年7月15日
  - Drum Corps Japan結成。
- 2005年6月5日
  - 全日本マーチングバンド・バトントワリング連盟と日本マーチングバンド指導者協会が合併し、「日本マーチングバンド・バトントワーリング協会」と改称。
- 2009年4月1日
  - 日本マーチングバンド・バトントワーリング協会が一般社団法人格を取得し、組織名を「一般社団法人日本マーチングバンド・バトントワーリング協会」と改称。
- 2013年4月1日
  - 一般社団法人日本マーチングバンド・バトントワーリング協会のバトントワーリング部門の管轄が「日本バトン協会」(1995年創設の日本スポーツバトン協会との合併による新組織）へと移ったことから、組織名を「一般社団法人日本マーチングバンド協会」と改称。これに伴い、同年度から「マーチングバンド・バトントワリング全国大会」は日本マーチングバンド協会主催の「マーチングバンド全国大会」と日本バトン協会主催の「バトントワーリング全国大会」に、それぞれ分離・改称して開催。

## マーチングバンドの種類
軍楽隊
戦場での楽器による信号伝達や、兵士の士気向上を目的とした軍隊のバンド。諸説あるが、現代の軍楽隊の起源は、メフテルに影響され作られたヨーロッパの鼓笛隊（英語版Ancient Fife and Drum Corpsを参照）だと言われている。
パレードを行うマーチングバンド
祭事やイベント時に、見物人に見せるために音楽や太鼓を屋外を打ち鳴らしながら、道路などを行列で進む、マーチングバンドの最も古典的なスタイル。その楽器編成は、少人数の古典的な鼓笛隊から百人以上の吹奏楽団まで多種多様である。
ショーを行うマーチングバンド
フィールドドリル
屋外競技場など広大な野外での演奏・演技。特にアメリカでは、マーチングバンドがアメリカン・フットボールのハーフタイムショウとして発展してきたことから、フットボールフィールドでの演奏が極めて盛んである。海外ではポイント（5メートルおきに置かれる目標マーク）が無い状態で行われる場合が多い。
ドラム・アンド・ビューグル・コー
広義においては、ビューグルと呼ばれる金管楽器（信号ラッパ）と打楽器群から成るバンド。狭義では、南北戦争の軍楽隊に源流を持つ、青少年に対する音楽教育団体。ドラムコーという略称も使われる。フィールドショーを行うが、ハーフタイムショーではなく、競技会の中で発展してきたジャンルである。ドラム・アンド・ビューグル・コーの競技会を開催している団体ドラム・コー・インターナショナル(DCI)は、長年の間使用する金管楽器をG調のビューグルに限定してきたが、1999年以降DCIではG調のビューグルに限らず、マーチングブラスと呼ばれる楽器の使用も認められるようになり、ドラム・アンド・ビューグル・コーの定義は曖昧かつ複雑になっている。
フロアドリル
体育館・屋内競技場などの床を使っての演奏・演技。国土が狭く、気候変動が大きい日本独自の形態。日本マーチングバンド・バトントワーリング協会主催の大会では30メートル四方の床で行われている。
ステージドリル
コンサートホールなどのステージでの演奏・演技。照明や緞帳などの舞台装置も活用することができる。日本においては半世紀の歴史を持つ演奏形態であるが、『blast!』に代表されるように、世界的な発展が期待される分野でもある。

### 代表的な楽器編成
さまざまな種類の楽器編成を取っているマーチングバンドがあるが、その中でも代表的な物をここに挙げる。
鼓笛隊
ドラム・アンド・ファイフ・コーとも呼ばれる古典的なスタイル。主にドラムなどの打楽器と横笛などから成る。日本の小学生のクラブ活動などではリコーダーや鍵盤ハーモニカが使用されることも多い。
コンサートバンド
一般的な吹奏楽団と同じか、それにかなり近い編成。現在では、ドラム&ビューグルコーと同様の打楽器群が用いられることが多くなっている。木管楽器のうち、ダブルリード属は歩きながらの演奏が困難である事から、省かれることもある。また、フルートとクラリネット属は、効果的な音量を確保するために多人数を要することから、金管楽器とピッコロおよびサックスによる編成のマーチングバンドもある。またクラリネットとダブルリード属は管を水平より下に向けて演奏せざるを得ない事から、（管を上に上げられる他の楽器と一緒では）視覚的統一が出来ないという理由で、この2種の楽器を編成に入れていないマーチングバンドもある。
ブラスバンド
ビューグルやマーチングブラスなどの金管楽器と打楽器による編成。金管バンドとも呼ばれる。ドラム・アンド・ビューグル・コーや英国式ブラスバンドもここに含める。チューバやユーフォニウムはサウンドの指向性と視覚的統一を図るため、フロントベルの楽器が用いられることが多い。また、中音域は、フロントベルのフレンチホルンの他、より音の輪郭がはっきりしたメロフォンを用いることも多い。

## マーチングバンドの組織

### ドラムメジャー
マーチングバンドの指揮者は、鼓隊の伝統から「鼓手長」を意味する「ドラムメジャー」(en)の名称で呼ばれる。ドラムメジャーは、指揮を振るほか、メジャーバトンとホイッスルを用いて団員に様々な隊形変化の合図を促すこともある。また、バトンを使ってトス、トワーリングなど曲に合わせて技を披露する場合がある。
マーチングでは横や後ろを向いて演奏することも多いので、横や後ろで指揮を振る「サブドラムメジャー」がいる。
ほとんどの団体で、ドラムメジャーは他のメンバーとはユニフォームの色が違う。指揮杖には赤や黄色、オレンジの房が付いていることが多い。
日本の学校の部活動では指揮者は生徒ではなく指導者が行うことが多いが、ドラムメジャーに関しては生徒が行っている。

### 管楽器を演奏するセクション

#### ブラス
一般的にマーチングで使われる金管楽器には、信号ラッパから発展したビューグルとオーケストラや吹奏楽で使われる金管楽器をマーチング用に改良したマーチングブラスの二種類がある。
アメリカでは、信号ラッパがG調であったことから、1998年までのドラムコーの大会 (DCI) においてはすべてG調のビューグルで統一されていた。しかし1998年以降、DCIのルール改定により、マーチングブラスが使用可能になると、ビューグルからマーチングブラスに変更する団体が多くなった。日本のマーチングバンドでは、金管楽器のみの編成であっても、ビューグルが選択されることは少ない。また、DCIのルール改定に伴い、ドラム&ビューグルコーでも使用する楽器をマーチングブラスに変更する団体が多くなってきており、純粋にドラム&ビューグルコーと呼べる団体は日本全国で見ても少ない。
ビューグル
信号ラッパに由来する金管楽器。G調以外のビューグルも存在するがマーチングで使用されることは稀。
バルブを持たない信号ラッパから発展してきた楽器だが、現在のビューグルは、通常のトランペットと同じように3つあるいは4つのピストンを持つ。大きく分けてソプラノ、アルト、バリトン、コントラバスがある。アルトはアルト（フリューゲルホルン）、メロフォン、フレンチホルンの3タイプがあり、バリトンにはバリトンとユーフォニアムの2タイプがある。また、ソプラノとアルトは管長は同じであるが管の太さの違いとベルの形状で音色に差がある。
全てフロントベル（トランペットのようにベルが前を向いていること）であり、サウンドの指向性を統一することにより、音響の悪い屋外でも、最大限の効果が得られるようになっている。また、視覚的効果の統一も図ることができる。さらに、演奏者の向いている方向を変化させることによって演奏のダイナミクスと視覚的効果とをリンクさせることができる。
調性すなわち管の長さ以外にも、トランペットに対してソプラノビューグルは、円錐管部の開きが早く、円筒管部の径も太い。このことからビューグルは、倍音を多く含み、遠達性に優れた、輝かしい音色を特徴としている。2006年現在ビューグルを販売しているのは、アメリカのDynasty社とKanstul社である。古くはバック社、ラディック社、ゲッツェン社、スリンガーランド社、オールズ&サン社、キング社等様々なメーカーが生産していた。
マーチングブラス
吹奏楽編成のマーチングバンドでは、ビューグルでなく、Bb管・F管のマーチングブラスが使われる。
ソプラノに対応する楽器はトランペット（Bb管）。アルトに対応する楽器はマーチングメロフォン（F管）。Bb管のマーチングフレンチホルンやフリューゲルホルンを使用して響きを厚くするバンドもある。バリトンに対応する楽器はマーチングバリトンとマーチングユーフォニアム（どちらもBb管）。コントラバスに対応する楽器はマーチングチューバ（Bb管・Es管）である。
また本項冒頭の写真にもあるように、楽器のベルの向きを「地面に対して水平、もしくは少し高く上げた状態」で演奏するスタイルが主流となっている。
スーザフォン
Bb管のチューバと同じ管長を持つ低音金管楽器。アップライト（上向き）ベルのチューバでは歩行中の演奏が困難であることから、管を体に巻き付けるような形状のヘリコーンバスと呼ばれる楽器が生み出され、さらに改良されて今日のスーザフォンとなった。かつては、大きくて目立つことと、どこかしら愛嬌のある容姿から、マーチングバンドの代名詞的存在であった。近年では、音楽的表現においてチューバに劣るとされ、マーチングチューバに置き換えられる傾向にある。しかし「低い音が出る楽器＝大きい」という直感的に分かりやすい視覚効果は、他の楽器には代え難い魅力である。また、楽器の操作の習熟のために長時間の訓練を要するマーチングチューバと異なり、スーザフォンは担ぐだけで演奏が始められる。問題となる音色も、優秀なチューバ奏者が演奏する限りでは、軽量化のためコンパクトに設計された3/4サイズのマーチングチューバより、むしろ良い結果が得られる。また自衛隊の音楽隊でもスーザフォンが使用されている。
管体は、本来、他の金管楽器同様、真鍮製であるが、奏者の負担を軽減するため、ベルをFRPやABS樹脂にして軽量化したものも広く用いられている。

### 打楽器を演奏するセクション

#### バッテリー
「ドラム」、「ドラムライン」とも呼ばれる。ドリルに参加する打楽器のセクションで、スネアドラム、テナードラム、バスドラム、シンバルで構成される。スネアドラムは2–8人、テナードラムは1–5人、バスドラムは3–5人程度で構成されることが多い。シンバルは、近年、取り入れない団体が多くなっている。単に演奏されるだけでなく、スティック等を用いた視覚的な演技(ギミック)も行われる。かつては楽器をベルトで吊り下げて使っていたが、専用のキャリングホルダーが開発され、楽器の保持が容易であることや、奏者の歩行動作の妨げにならないことなどから、今日ではこれにドラムを取り付けて使用することがほとんどである。
マーチングスネアドラム
通常のスネアドラム（コンサートスネアドラム）に比べ、頑丈なつくりで、ハイテンションのチューニングが可能。また、シェル（胴）は深く、独特の倍音が特徴となっている。
ドラムコーを中心とした作編曲技法の発展や演奏技術の進歩に伴い、マーチング・ドラムの音域は年々拡大され、最高音を担当するスネアドラムには極端なハイピッチが要求されるようになった。今日では楽器自体の剛性が高められ、ヘッドにも合成繊維（ケブラー）を用いたハイテンションに対応するものが使われるようになっている。
ハイピッチとはいっても、「高い音」が出るピッコロスネアドラムが、極めて浅いシェルにより高次倍音を共鳴させるのとは、音色に違いがある。野外で演奏される小太鼓は、天然皮と紐締めの時代から、深い胴で太い音色の楽器が使われていた。この伝統が今日のマーチングスネアドラムにも生かされ、コンサート用に比べはるかに深いシェルが使われ、音色も太く遠達性に優れている。
近代的なコースタイルパーカッションでは、屋外という劣悪な環境においても、多くの音で空間を埋め尽くすことで効果的な音響を得ようとするオーケストレーションが用いられる。そのため、歯切れのよい、ツブのはっきりした音が好まれる。
締りのある音色が好まれるということは、響線（スナッピーとも呼ばれる）にも表れている。コンサート用では金属製のワイヤーがほとんどだが、マーチングでは音量と歯切れの良い、テニスラケットのガットに近いものが用いられている。
しかし一方では、従来からのプラスチックフィルム・ヘッドとワイヤー・スネアを深胴シェルに組み合わせて使う動きもある。これは、吹奏楽編成の団体が伝統的な行進曲を主体に演奏するような場合、ドラムコー・チューニングのスネアドラムではサウンドが突出してしまうからである。
スネア特有の叩き方で、右手と左手で握り方が違うトラディショナルグリップがある。かつてスネアをベルトで吊り下げていたとき、楽器が右側に傾いてしまい、左手が叩きづらかったことがことからおこったもの。現在はキャリングホルダーの使用により楽器の傾きはないが、その見た目のよさからほとんどの団体がこのグリップで叩いている。また、昔のようにあえて楽器を傾けて演奏する団体もある。（グリップについてはスネアドラム#グリップ（握り方）もご覧下さい）
オプションとして小さいシンバルやカウベルなどを取り付けることもある。
マーチングバスドラム
スネアドラム同様、キャリングホルダーに取り付けて使用する。主に、楽曲のベースラインを担当する。「ベースドラム」とも呼ばれる。
ドラムコーやコースタイルバンドでは、通常3–5人の奏者が、それぞれ大きさの違うバスドラムを演奏する。シェルの大きさは16インチから32インチのものが一般的である。
奏者の分担により、ランニングと呼ばれる、細かいリズムに移るなど、演奏の幅を広げることができる。このことでマーチングバスドラムは古典的な「頭打ち」の楽器から、独立した「声部」すなわちメロディアスなラインを持った楽器へと発展したと言える。本来バスドラムにあるはずの「響き」は細かいリズムを不鮮明にするため、ヘッドにミュートを取り付けて響きを消すことが多い。これにより「コン」というアタック音のみが聞こえる。
オプションとしてジャムブロックなどを取り付けることもある。
マーチングマルチタム
スネアドラムと、バスドラムの中間の音域を担当する楽器で、キャリングホルダーに取り付けて使用する。ドラムセットでいうタムにあたる楽器だが、それと比較するとはるかに高いチューニングが施される。各タムの音程間隔は短3度と言われているが、決まりはない。
かつてはダブルヘッドの楽器が用いられていたが、今日では1人の奏者が複数のシングルヘッドタムを組み合わせて担当する楽器が主流。マルチ、トリオ、クォード、クイント、テナードラム等、呼ばれ方は様々。一般的にタムの数で区別される。
- 3つのタムによって構成されるトリオ。
- 4つのタムによって構成されるクォード。
- 5つのタムによって構成されるクイント。
- 6つのタムによって構成されるセクステット。
- 7つのタムによって構成されるセプテット。ただしこれは70S後半、アメリカで稀に見られたもの。

オプションとしてカウベルなどを取り付けることもある。
クロスオーバーという腕を交差して叩く独自の奏法がある。
視覚的にも大いにアピールできるクロスオーバーだが、ある程度奏者の技量も必要である。
マーチングシンバル
コンサート用のシンバルに比べて小型で軽量、そして薄いものが使われる。叩いて演奏するほか、さまざまなアクションを披露して視覚的な演技も担当する。
しかし、フロントアンサンブル（フロントピット）のサスペンディッドシンバルで演奏が補えることから、最近ではマーチングシンバルを取り入れない団体も多い。
マーチングシロフォン
キャリングホルダーに取り付けて使用する。軽量化のため、音域は2.5オクターブに狭められ、また1つの鍵盤の大きさもコンサート用シロフォンより一回り小さくなっている。それでも以前は重量が20キログラム近くにもなっていたが、軽量化が進められ、近年は7–8キログラムのモデルが主流である。パレードなどでよく使用される。
マーチンググロッケン
キャリングホルダーに取り付けて使用する。グロッケンシュピールは元々小型の鍵盤楽器であるため、マーチングシロフォンとは違い、軽量化目的で音域を狭めてはいない。ベルリラとは別の楽器。パレードなどでよく使用される。
ベルリラ
小型のグロッケンシュピールに棒を取り付けて片腕で持ち運び、もう片方の腕でマレットを使って演奏する鍵盤楽器。演奏には片方の腕しか使えないため、難易度の高いリズムは演奏できない。主に小学生や幼稚園の鼓笛隊で使用される。
マーチングキーボード
キャリングホルダーに小型のキーボード（電池式）を取り付けたもの。主に小学生や幼稚園の鼓笛隊・マーチングバンドで使用される。打楽器ではないがここに分類。

#### フロントピット
「フロントアンサンブル」や「ピット」とも呼ばれ、ドリルの前、または横などに様々な打楽器を置いて演奏する。ドリルに参加しないため、歩幅を合わせて歩くなどマーチング的要素はほとんどない。しかし、逆に歩きながら叩かなければならないという制限がなく、実に豊富な種類の打楽器を演奏できるともいえる。
基本的に奏者それぞれの担当楽器が異なり、奏者それぞれの譜面も異なる。多彩なピット楽器によりさまざまな音色が生み出され、全体の曲を華やかにするという役割も持つ。ドリルにはほとんど関係がないピットだが、演奏面においては、なくてはならない存在といえる。
ドリルの前で演奏している位置関係上、ドラムメジャーに合わせてもピットの演奏だけが突出してしまうため、ピットは後ろのドラムやブラスの演奏を聞き、それに合わせて演奏しなければならない。ブラスとドラムがしっかりドラムメジャーのテンポに合わせていなければピットが演奏を合わせるのは難しいということである。
主にマリンバ、シロフォン、ヴィブラフォン、グロッケンシュピール、ティンパニ、トライアングル、タンバリン、カウベル、スレイベル、クラベス、コンサートバスドラム、コンサートスネアドラム、ゴング(ドラ)、チャイム、ウィンドチャイム、コンサートタムタム、コンガ、ボンゴ、和太鼓、締太鼓、鐘、小豆波(サーフドラム)、ドラムセット、ブレーキドラム、クロテイル、サスペンディッドシンバル、といった楽器が使われる。
1970年代、もともとティンパニや鍵盤楽器は可搬式の物が使われたが、1980年後半にはフロントピットというセクションが確立した。
マーチング独自の楽器編成として、サスペンディッドシンバルが何枚もあったり、コンサートベースドラムが2台以上使われることがある。吹奏楽ではあまり見られない光景だが、主にマーチングが行われる屋外ではホールでの演奏と違い反響がないため、多くのシンバルやベースドラムを使う必要がある。
ほとんどの場合、ユニフォームで帽子を着用している団体でも、フロントピットだけは帽子を着用しない。これはフロントピットがドラムメジャーの真下で演奏している関係上、帽子のせいで指揮が見えづらくなってしまうためである。

### 視覚効果を担当するセクション

#### カラーガード
ドラムコーや、その影響が強いコースタイルマーチングバンドに見られる。軍隊において、国旗等の警護を担当するカラーガードが、鼓隊あるいはラッパ鼓隊とともに行進していたことに由来する。ドラムコーの発展に伴い、カラーガードの視覚効果における有効性が認識されるようになり、今日のマーチングではカラーガードの演技が極めて重要視されている。
また、競技で演技をするカラーガードにおいて、今日ではフラッグやライフル等を巧みに使いながら、衣装やアイテムにて色彩の表現や踊りにて楽曲のストーリーを表現している。

#### バトントワラー
バトントワリングは、そもそもマーチングバンドのドラムメジャーが指揮杖を回したり投げ上げるといった演出を行なったことから発生したものである。かつてマーチングバンドにはバトントワラーがいるのが当然であった。その後、ドラムコー的視覚表現の発達や、バトントワリングが独自の運動競技として発達してきたこともあり、以前ほどバンドとバトンは一体のものではなくなってきているが、今日でもマーチングにバトントワリングが取り入れられる機会は多い。トワーリングバトンは視覚的なボリューム感に乏しく、色彩の表現がないため、カラーガードに比べ表現力が豊かでないともいえる。しかし、トスによる立体的な空間構成や、スピード感に溢れる演技がバトントワリングの特色であり、適切に活用することで強い視覚効果を与えることも可能である。

#### チアリーダー
アメリカの大学フットボールでは、チアリーダーとバンドとが一体となって試合の応援をするので、ハーフタイムショーの演技も一緒に行なわれてきた。日本の大学においても、応援団の組織にチアリーダーとバンドが含まれていることもある。

## 基本動作
MM(エムエム)
マーチング・アンド・マニューバリングの略。歩きながら演技する際の歩幅や姿勢、足を出すタイミング、歩き方などの基本動作、つまり「動く技術」のこと。またはメンバー全員の歩き方、姿勢、動くタイミングなどを統一するための練習を指す場合もある。
歩き方
マーチングバンドでは前に歩くだけでなく、前にいる指揮者を向きながら後ろや横に動くこともある。その際の歩き方や動き方の呼び名。
- その場で足踏みする、マークタイム
- 前方に歩く、フォワードマーチ(単にフォワードとも呼ばれる)
- 後ろに歩く、バックワード(リアマーチとも呼ばれる)
- 横方向に歩く、スライド(サイドステップ、ドラムではクラブウォークと言われる)
- 後ろに振り向く、ターン(アバウトフェイスとも呼ばれる)

## マーチングの用語
マーチングバンドで使われている用語だが、同じことを指していても各団体で言葉が違うものも多い。したがってここに記した用語がどのマーチングバンドでも使われているわけではない。
ドリル(コンテ)
隊列を組み、歩きながら演奏、演技すること。軍隊での基礎的動作の反復訓練から、この名称で呼ばれるようになった。日本では今日でもマーチングバンドの演技をドリルと称するが、アメリカなどでは機械的な正確さのみが演技の主眼ではないことから、「マーチング・ショー」などの呼び方が一般的になっている。なお、パレードはドリルとは呼ばない。
コール
マーチングバンドにおける、さまざまな号令のこと。ボイスエレメントとも呼ぶ。
テンハット
コールのひとつで、「Corps, Ten Hut!」などの号令でメンバーは「気をつけ」の姿勢になる。Attentionの音便。（アクセントの前の母音は強く発音されると省かれるため、「ア」は発音されない。また、「ハッ」も「ション」が変化した動令で、それ自体に意味はない。）号令がかかったらすぐテンハットの姿勢にならなければならず、号令を解く合図が出るまでは基本的に何があってもその姿勢から動いてはいけない。
パレードレスト
コールのひとつ。「Corps, Parade Rest!」などの号令があったらメンバーは「休め」の姿勢になる。演技の前や後、整列して待機する際などにこの姿勢になることが多い。
ホーンズアップ
コールのひとつ。「Corps, Horns Up!」などの号令があったらメンバーは楽器を構えた姿勢になる。演技の前などに号令をかけられる。

## 日本におけるマーチングの現状
日本における大規模なマーチングの大会が３つある。
- 「マーチングバンド・バトントワーリング全国大会」（主催：日本マーチングバンド・バトントワーリング協会（M協）・1973年〜）
- 「全日本マーチングコンテスト」（主催：全日本吹奏楽連盟（吹連）・1988年〜）
- 「マーチング祭 ALL JAPAN CHAMPIONSHIPS」（主催：特定非営利活動法人マーチング祭・2021年〜）[3]

M協の大会と吹連の大会はそれぞれコンセプトが異なり、特に吹連の大会は「コンサートバンドがそのまま演奏しながらパレードをする」ことを目的にしている。コンセプトの違いは出場団体の顔ぶれに反映されていて、M協の大会にはマーチング専門に活動している文字通りのマーチングバンドが大半を占めており、吹連の大会には吹奏楽コンクールの全国大会に出場している団体など、コンサートバンドと両立して活動しているバンドも存在する。もっとも、両方の大会にエントリーしている団体もあり、それぞれの大会のコンセプトに合わせた演技・演奏を行っている。
大会の審査では、「視覚効果」、「音楽効果」、「管楽器」、「打楽器」、「動きの技術」、「カラーガード」などの観点から審査されることが多い。ただし打楽器については「バッテリー」と「フロントピット」を別々の項目で審査する場合と、「打楽器」という項目で「バッテリーとフロントピット」を同時に審査する場合がある。
そして、マーチングをエンタメスポーツとして発信する「マーチング祭」の大会は、アマチュアスポーツとしては珍しく「リーグ制」としていることが注目される。また、大会の模様を全てライブ配信している。大会開催地域の行政、企業や団体と連携して、地域でのマーチングの普及だけでなく、その地域の活性化にも力を入れている。
なお、M協・吹連それぞれの大会を主戦場にしている団体が一堂に会し技術を競う「JAPAN CUP」（外部リンク）も開催されており、知名度・注目度の向上が期待されている。
その他、ステージドリルに特化した「マーチングステージ全国大会」（M協主催）、ドラムコーに特化した「DCJ Championship」（ドラムコージャパン主催）が開催されている。
しかしながら、これら大会への参加団体数が思ったほど伸びない、ひいてはマーチングに取り組む団体が増えない、という問題がある。それには以下の理由が考えられる。
- 専用の楽器やコスチュームなどを揃えるには相応の費用が必要である
- 専門の指導者が少ない
- マーチングに関する情報が少ない
- マーチングをすると音が荒れると思われている
- 練習場所の定常的確保が困難（広い場所が必要、屋外の場合近隣住民との騒音問題の解決）

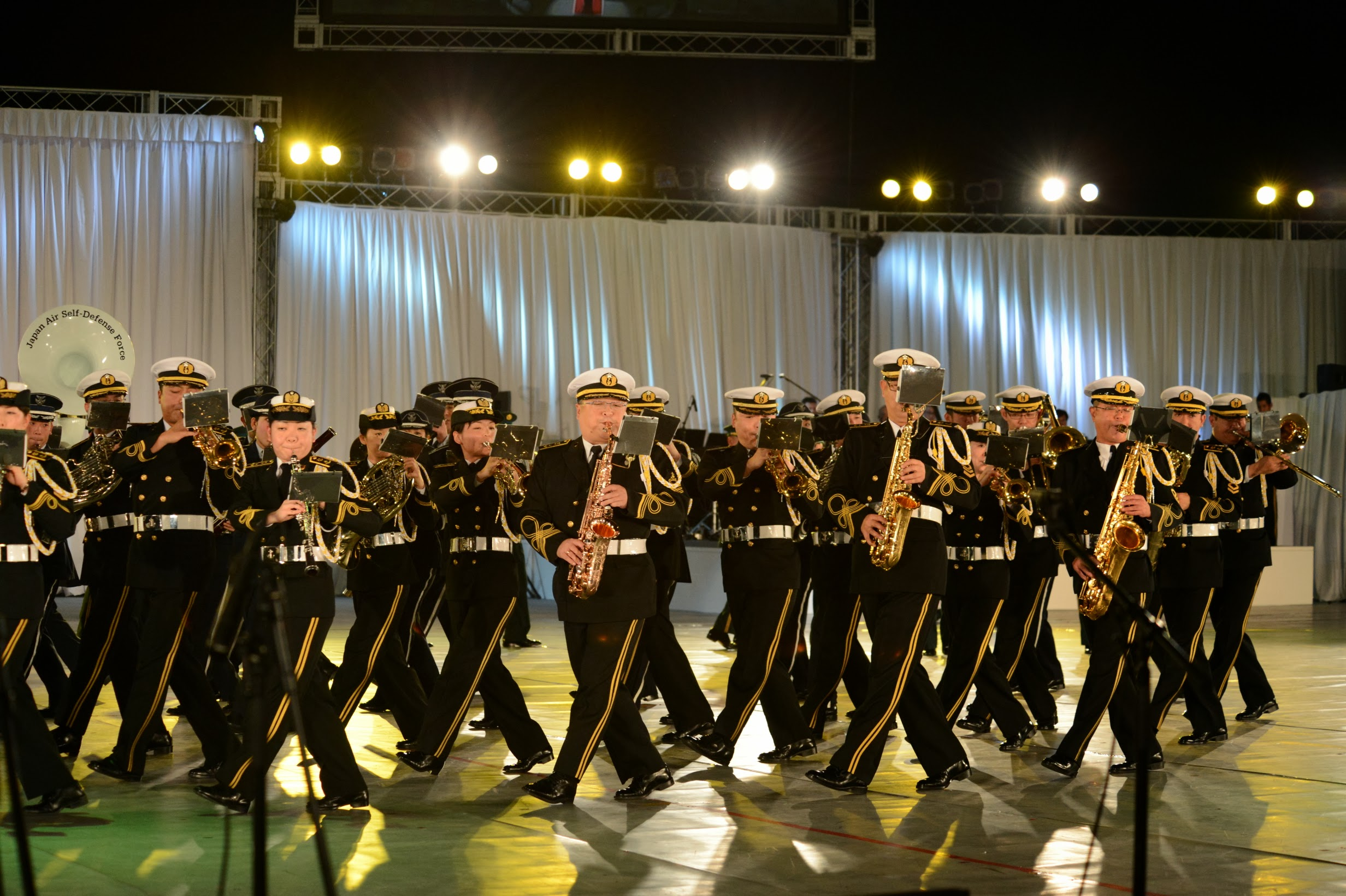
自衛隊音楽まつりにおけるマーチング演奏

自衛隊では防衛大学校儀仗隊や航空学生がファンシードリルの訓練を行っており、自衛隊のイベントで披露される。また防衛省が毎年秋に日本武道館で開催するイベント「自衛隊音楽まつり」では、自衛隊の吹奏楽団である音楽隊がマーチングを行う。音楽隊は海外の軍楽祭でマーチングを行うこともある。
最近では少人数マーチングバンド向けの大会としてスリークロスが注目される。春シーズンに行われている『MIX3 ALL JAPAN CHAMPIONSHIPS』（NPO法人マーチング祭主催）は小編成や小スペースのバンドにとって新しい選択肢となるであろう。